# Церква святого апостола Івана Богослова (Золочівка)
Церква святого апостола Івана Богослова в Золочівці — парафія і храм греко-католицької громади Козлівського деканату Тернопільсько-Зборівської архієпархії Української греко-католицької церкви в селі Золочівка Тернопільського району Тернопільської области.

## Історія церкви
У 1886 році була заснована парафія і збудовано храм святого апостола Івана Богослова. Сучасний розпис церкви виконали іконописці зі Зборова у 2005 році.
9 жовтня 2005 року храм освятив єпископ Тернопільсько-Зборівський Михаїл Сабрига. Парафія і церква належали до УГКЦ у 1886—1946 роках, а також з 1990 року. У структурі РПЦ вони перебували у 1988—1990 роках. Імовірно, що у 1945 — на початку 1946 року парафія отримувала духовну опіку від священників із сусідніх сіл.
Парафію відвідували ієрархи: 18 червня 1936 року — владика Никита Будка, а у 2005 році — єпископ Михаїл Сабрига.
При парафії діють такі спільноти: братство Матері Божої Неустанної Помочі, «Матері в молитві», Марійська та Вівтарна дружини.
На території парафії встановлено хрест на честь скасування панщини в Австрійській імперії у 1848 році, а також пам'ятний знак на честь 2000-ліття Різдва Христового.
У власності парафії є парафіяльний будинок для священника.

## Парохи
- о. Антон Гриневич (1886—1888),
- о. Петро Сосенко (1888—1903),
- о. Юрій Чубатий (1903—1921),
- о. Антон Радомський (1921—1922),
- о. Микола Салій (1922—1931),
- о. Роман Дякон (1931—1942),
- о. Теодозій Петрицький (1942—1944),
- о. Василь Курилас (три місяці у 1944—1945),
- о. Петро Канюга (1986—1990),
- о. Мар'ян Оберлейтнер (1990—1997),
- о. Василь Лехняк (1997—2011),
- о. Ігор Демчук (з листопада 2011).